# جایزه حلقه منتقدان فیلم لندن برای بهترین بازیگر بریتانیایی
جایزه حلقه منتقدان فیلم لندن برای بهترین بازیگر بریتانیایی (انگلیسی: London Film Critics' Circle Award for British Actor of the Year) در یک جایزه سالانه توسط حلقه منتقدان فیلم لندن اهدا می‌شود.

## برندگان

### دهه ۱۹۹۰
| سال  | برنده         | فیلم                                                                                    | نقش                                                             |
| ---- | ------------- | --------------------------------------------------------------------------------------- | --------------------------------------------------------------- |
| ۱۹۹۱ | آلن ریکمن     | Close My Eyes, حقیقتاً، دیوانه‌وار، عمیقاً, Quigley Down Under, و رابین هود: شاهزاده دزدان | Sinclair Bryant, Jamie, Elliot Marston, و Sheriff of Nottingham |
| ۱۹۹۲ | دنیل دی-لوئیس | آخرین موهیکان (فیلم ۱۹۹۲)                                                               | Hawkeye / Nathaniel Poe                                         |
| ۱۹۹۳ | دیوید تیولیس  | برهنه (فیلم)                                                                            | Johnny                                                          |
| ۱۹۹۴ | ریف فاینز     | فهرست شیندلر                                                                            | آمون گوت                                                        |
| ۱۹۹۵ | نایجل هاثورن  | جنون شاه جرج                                                                            | جرج سوم                                                         |
| ۱۹۹۶ | ایوان مک‌گرگور | رگ‌یابی (فیلم), ناامیدی (فیلم), اما (فیلم ۱۹۹۶), و The Pillow Book                       | Mark Renton, وy Barrow, Frank Churchill, و Jerome               |
| ۱۹۹۶ | ایان مک‌کلن    | ریچارد سوم (فیلم ۱۹۹۵)                                                                  | Richard, Duke of Gloucester, و ریچارد سوم                       |
| ۱۹۹۷ | رابرت کارلایل | فول مانتی, صورت (فیلم ۱۹۹۷), و Carla's Song                                             | Gary “Gaz” Schofield, Ray, و George Lennox                      |
| ۱۹۹۸ | برندن گلیسون  | ارتشبد (فیلم ۱۹۹۸)                                                                      | Martin Cahill                                                   |
| ۱۹۹۹ | جرمی نورثام   | هپی، تگزاس (فیلم), شوهر ایده‌آل (فیلم ۱۹۹۹), و The Winslow Boy                           | Harry Sawyer, Sir Robert Chiltern, و Sir Robert Morton          |

### دهه ۲۰۰۰
| سال  | برنده         | فیلم                      | نقش                 |
| ---- | ------------- | ------------------------- | ------------------- |
| ۲۰۰۰ | جیم برودبنت   | وارونه (فیلم ۱۹۹۹)        | دابلیو. اس. گیلبرت  |
| ۲۰۰۱ | ایوان مک‌گرگور | مولن روژ!                 | Christian           |
| ۲۰۰۲ | هیو گرانت     | درباره یک پسر             | Will Freeman        |
| ۲۰۰۳ | پل بتانی      | ناخدا و فرمانده: آخر دنیا | Dr. Stephen Maturin |
| ۲۰۰۴ | دنیل کریگ     | عشق پاینده (فیلم)         | Joe Rose            |
| ۲۰۰۵ | ریف فاینز     | باغبان وفادار (فیلم)      | Justin Quayle       |
| ۲۰۰۶ | توبی جونز     | بدنام (فیلم ۲۰۰۶)         | ترومن کاپوتی        |
| ۲۰۰۷ | جیمز مک‌آووی   | تاوان (فیلم ۲۰۰۷)         | Robbie Turner       |
| ۲۰۰۸ | مایکل فاسبندر | گرسنگی (فیلم ۲۰۰۸)        | بابی ساندز          |
| ۲۰۰۹ | کالین فرث     | یک مرد مجرد               | George Falconer     |

### دهه ۲۰۱۰
| سال  | برنده         | فیلم                                                                         | نقش                                                                |
| ---- | ------------- | ---------------------------------------------------------------------------- | ------------------------------------------------------------------ |
| ۲۰۱۰ | کریستین بیل   | مشت‌زن (فیلم ۲۰۱۰)                                                            | Dick “Dicky” Eklund                                                |
| ۲۰۱۱ | مایکل فاسبندر | یک روش خطرناک و شرم (فیلم ۲۰۱۱)                                              | کارل گوستاو یونگ و Brوon Sullivan                                  |
| ۲۰۱۲ | توبی جونز     | استودیوی صدای باربری                                                         | Gilderoy                                                           |
| ۲۰۱۳ | جیمز مک‌آووی   | کثافت (فیلم), خلسه (فیلم ۲۰۱۳), و Welcome to the Punch                       | Bruce Robertson, Simon Newton, و Max Lewinsky                      |
| ۲۰۱۴ | تیموتی اسپال  | آقای ترنر (فیلم)                                                             | ویلیام ترنر                                                        |
| ۲۰۱۵ | تام هاردی     | افسانه (فیلم ۲۰۱۵), London Road, مکس دیوانه: جاده خشم, و بازگشته (فیلم ۲۰۱۵) | Ronnie Kray و Reggie Kray, Mark, مکس راکاتانسکی، و John Fitzgerald |
| ۲۰۱۶ | اندرو گارفیلد | ستیغ هک‌سا و سکوت (فیلم ۲۰۱۶)                                                 | دزموند داس و Father Sebastião Rodrigues                            |
| ۲۰۱۷ | دنیل کالویا   | برو بیرون                                                                    | Chris Washington                                                   |
| ۲۰۱۸ | روپرت اورت    | شاهزاده خوشحال                                                               | اسکار وایلد                                                        |
| ۲۰۱۹ | رابرت پتینسون | حیات والا, پادشاه (فیلم ۲۰۱۹) و فانوس دریایی (فیلم ۲۰۱۹)                     | Monte, The Dauphin و Ephraim Winslow                               |

### دهه ۲۰۲۰
| سال  | برنده         | فیلم                                                                                               | نقش                                                                 |
| ---- | ------------- | -------------------------------------------------------------------------------------------------- | ------------------------------------------------------------------- |
| ۲۰۲۰ | ریز احمد      | Mogul Mowgli و صدای متال                                                                           | Zed و Ruben Stone                                                   |
| ۲۰۲۱ | اندرو گارفیلد | چشم‌های تامی فی (فیلم), جریان اصلی (فیلم), مرد عنکبوتی: راهی به خانه نیست و تیک، تیک... بوم! (فیلم) | جیم باکر، Link, پیتر پارکر (مرد عنکبوتی شگفت‌انگیز) و جاناتان لارسون |

الگو:ALFS Awards Chron